# Kościół Podwyższenia Krzyża Świętego w Bystrzycy
Kościół pod wezwaniem Podwyższenia Krzyża Świętego w Bystrzycy – zabytkowy, drewniany kościół w Bystrzycy, w kraju morawsko-śląskim, w Czechach (w historycznym regionie Śląska Cieszyńskiego). Jest kościołem filialnym parafii św. Katarzyny w Wędryni.

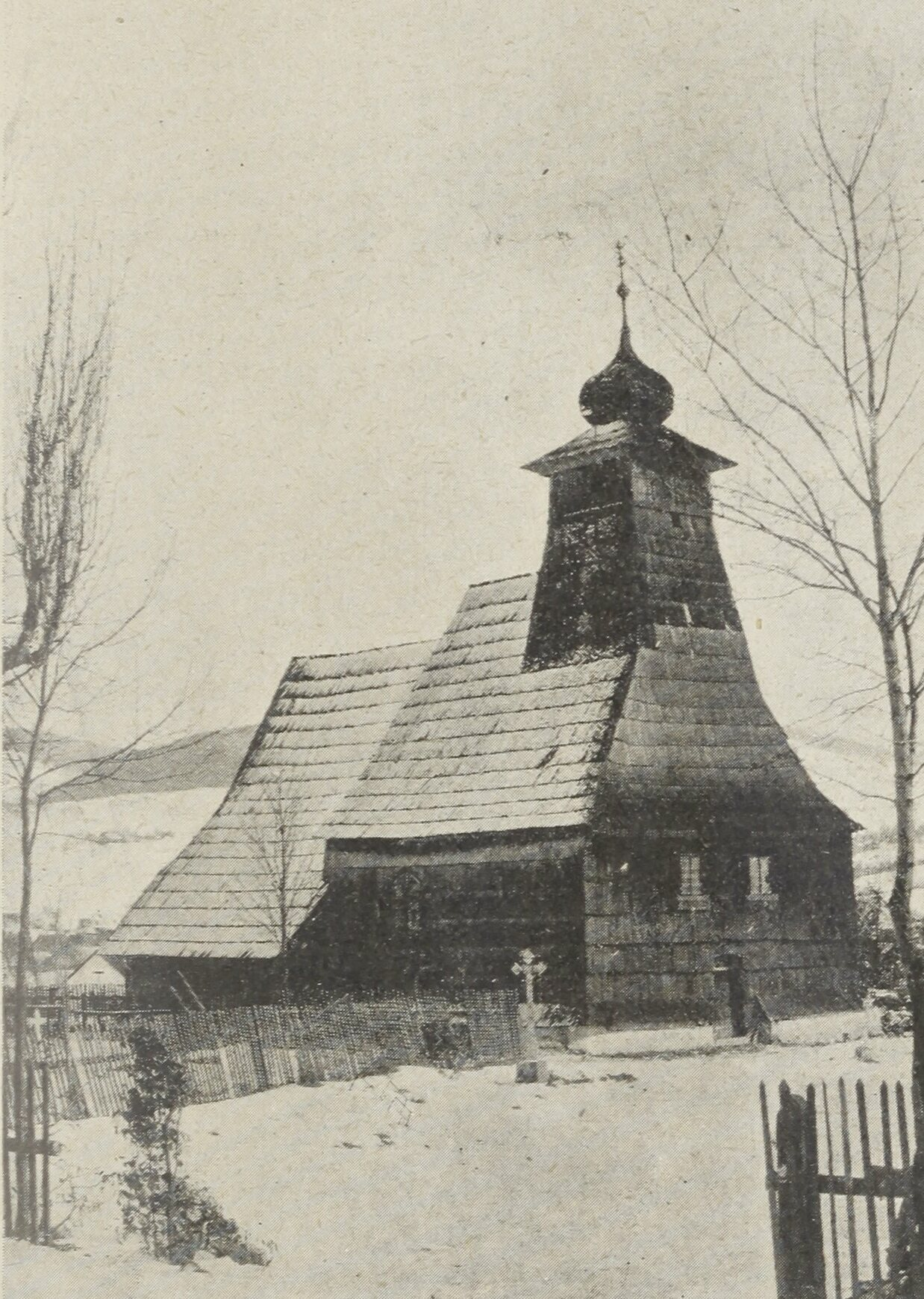
Stary kościół przed 1898

Pierwszy niewielki drewniany kościół w Bystrzycy wybudowany został przez miejscowych ewangelików w 1587 roku (zdaniem ks. Schippa dopiero w 1595). 21 marca 1654 został im odebrany przez specjalną komisję. Według wizytacji kościelnych z 1656 i 1679 nie był jeszcze konsekrowany. W 1700 r. ołtarz po protestantach zastąpiono nowym, sprowadzonym z Frydka, ten zaś wymieniono w r. 1783 na ołtarz z kościoła jezuitów z Cieszyna. Pod koniec następnego wieku stary ołtarz pojezuicki trafił do kaplicy "zameczku" myśliwskiego arcyksięcia Fryderyka Habsburga na Zadnim Groniu w Wiśle, zaś w bystrzyckim kościele w 1907 r. ustawiono jego kopię.
W 1820 kościół podmurowano, a w 1841 rozebrano przedsionek, po tym jak powiesił się w nim ewangelik Jan Roik. W 1781 stan budynku był alarmujący, belki i konstrukcja dachu były całkowicie zgniłe. Zareagowała na to Komora Cieszyńska dostarczając drewna do remontu, sfinansowanego przez kasę kościelną. Pod koniec XIX wieku stan kościoła był ponownie zły. W 1893 kościół zamknięto, a w 24 stycznia 1897 po raz ostatni odbyła się w nim msza. Drewno z rozbiórki zostało sprzedane na licytacji.
W latach 1896–1899 wybudowano nowy kościół według projektu Albina Prokopa. Ze starego kościoła pozostał renesansowy tryptyk z 1588 przedstawiający Grupę Ukrzyżowania: ukrzyżowanego Jezusa oraz Matką Bożą i św. Jana Ewangelistę, umiejscowiony w lewym ołtarzu bocznym. Nowy ołtarz główny przypominający artystycznie stary wykonano w roku 1907. W wieży zachowano stary dzwon z 1584 roku. Jedyna nawa zakończona jest wąskim trójbocznym prezbiterium, a przykryta jest dachem dwuspadowym. Wieża jest kwadratowa, wcięta w nawę, zakończona dachem wieżowym. Ze ścian wieży i nawy wyglądają lukarny. Zakończenia belek pod okapem i obramienia okien zostały wyróżnione kolorem, a wnętrze bogato wyrzeźbione. Dachy kryte gontem, ściany również szalowane gontem.